# John Katzenbach

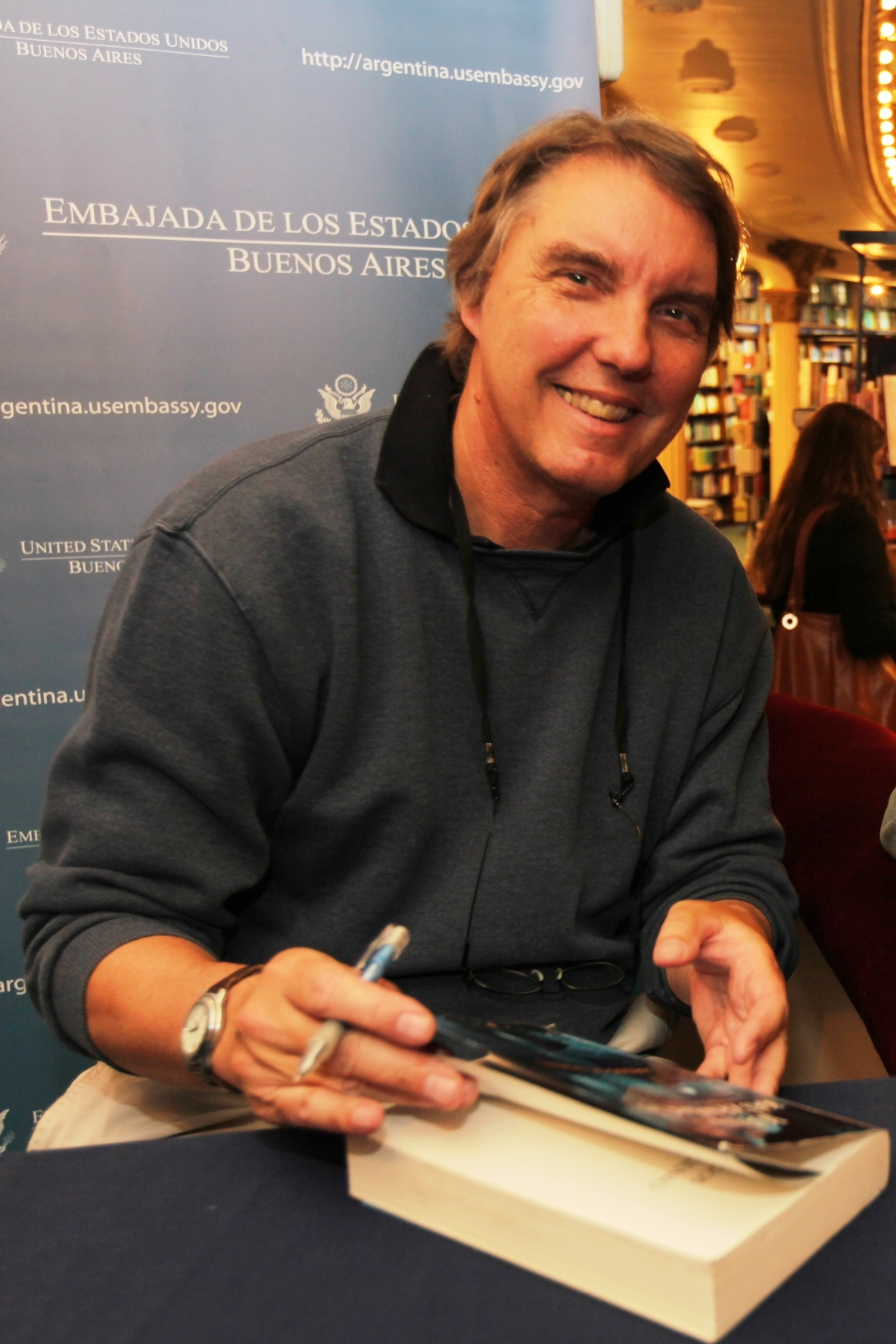
John Katzenbach (2010)

John Katzenbach (* 23. Juni 1950 in Princeton, New Jersey) ist ein amerikanischer Schriftsteller. 

## Biografie
Katzenbach ist der Sohn einer Psychoanalytikerin und des früheren US-Justizministers Nicholas Katzenbach. Er war vor seiner Arbeit als selbstständiger Autor Gerichtsreporter für The Miami Herald und The Miami News.
Katzenbach ist mit der Journalistik-Professorin und Pulitzer-Preisträgerin Madeleine Blais verheiratet und hat zwei erwachsene Kinder.  Die Familie lebt in Amherst, Massachusetts. Die meisten seiner Werke sind Psychothriller und schildern amerikanische Albträume vor einem psychologisch und gesellschaftlich unaufdringlich ausgeleuchteten Hintergrund.

## Werke

### In deutscher Sprache
- 1987: Das Auge (The Traveler, 1987)
  - Neuauflage 2007: Der Fotograf (als Hörbuch: Gelesen von Simon Jäger, Argon Verlag, Berlin, ISBN 978-3-86610-851-6).
- 1988: Das mörderische Paradies (In the Heat of the Summer, 1982), Neuauflage 2018 als „Der Reporter“, 1985 verfilmt als Das mörderische Paradies
- 1989: Die Rache (Day Of Reckoning, 1989)
- 1995: Der Sumpf (Just Cause, 1992), 1995 verfilmt als Im Sumpf des Verbrechens
- 2002: Das Tribunal (Hart's War, 1999), 2002 verfilmt als Das Tribunal, verlegt als Das Tribunal bei Droemer Knaur, München, ISBN 978-3-426-51479-5.
- 2006: Der Patient (The Analyst, 2002), (als Hörbuch: Gelesen von Simon Jäger, Argon Verlag, Berlin, ISBN 978-3-86610-553-9).
- 2006: Die Anstalt (The Madman's Tale, 2004), Droemer Knaur, München, ISBN 978-3-426-62983-3 (als Hörbuch: Gelesen von Simon Jäger und Thomas Danneberg, Argon Verlag, Berlin, ISBN 978-3-86610-447-1).
- 2007: Das Opfer (The Wrong Man, 2006) (als Hörbuch: Gelesen von Simon Jäger, Argon Verlag, Berlin, ISBN 978-3-86610-736-6).
- 2007: Das Rätsel (State Of Mind, 1997) (als Hörbuch: Gelesen von Simon Jäger, Argon Verlag, ISBN 978-3-86610-451-8).
- 2010: Der Täter (The Shadow Man, 1995) (als Hörbuch: Gelesen von Simon Jäger, Argon Verlag, Berlin, ISBN 978-3-8398-1012-5).
- 2010: Der Professor (What comes next, 2010), Droemer Knaur, München, ISBN 978-3-426-19824-7.
- 2012: Der Wolf (Red 123, 2012), Droemer Knaur, München, ISBN 978-3-426-19825-4.
- 2013: Der Sumpf (Just Cause, 1992), Droemer Knaur, München, ISBN 978-3-426-51341-5.
- 2015: Der Psychiater (The Dead Student, 2015), Droemer Knaur, München, ISBN 978-3-426-28110-9.
- 2017: Die Grausamen (By Persons Unknown, 2017), Droemer Knaur, München,  ISBN 978-3-426-30603-1.
- 2018: Der Reporter (In the Heat of the Summer, 1982), Droemer Knaur, München, ISBN 978-3-426-51884-7.
- 2018: Der Verfolger (The Analyst II, 2018), Droemer Knaur, München, ISBN 978-3-426-30666-6.
- 2020: Der Bruder (Book # 1, 2020), Droemer Knaur, München, ISBN 978-3-426-30676-5.
- 2022: Die Komplizen. Fünf Männer, fünf Mörder, ein perfider Plan (Book # 2, 2022), Droemer Knaur, München, ISBN 978-3-426-30678-9.
- 2024: Die Familie (The Analyst III, 2024), Droemer Knaur, München, ISBN 978-3-426-30872-1.

### Nicht in deutscher Sprache
- 1984: First Born